# Калашников Яків Семенович
Я́ків Семе́нович Кала́шников (1904—1943) — радянський військовик; учасник Другої світової війни. Герой Радянського Союзу (1944, посмертно).

## З життєпису
Народився 1904 року в селі Казгулак (сучасний Ставропольський край, РФ). Здобув початкову освіту, працював чабаном у колгоспі. В радянській армії у 1928—1930 роках.
Учасник 2-ї світової війни з в вересня 1943 року. Командував мінометним розрахунком.
Відзначився 30 вересня 1943 року під час форсування Дніпра поблизу села Куцеволівка. Загинув у бою 16 жовтня 1943 року.

## Нагороди і вшанування
- Медаль «Золота Зірка»
- Орден Леніна
- у селі Казгулак встановлено його погруддя
- Його іменем названо вулиці у селах Казгулак та Левокумське Ставропольського краю.[1]